# Сан-Лео
Сан-Ле́о (итал. San Leo, эмил.-ром. San Lé) — город в Эмилия-Романья, в провинции Римини, у слияния рек Сан-Марино и Мареккья, чуть западнее итальянской границы с Сан-Марино. Население составляет около 2 887 жителей.

## История
Поселение Сан-Лео, ранее называвшееся Монтефельтро (от лат. Mons Feretrius), было основано римлянами вокруг храма Юпитера Феретрийского в III веке н. э.
С приходом христианства город был назван в честь св. Льва, спутника св. Марина, именем которого названо Сан-Марино. Соседняя вершина была передана во владение проповедовавшему в этих местах св. Франциску Ассизскому, который основал на ней монастырь.
С 962 по 964 год, во времена правления короля Беренгара II, Сан-Лео был столицей Италии.
600-метровая гора Фельтро неизменно привлекала к себе внимание средневековых полководцев, ибо считалась неприступной. Король Беренгар II прятался здесь от Оттона Великого. Нынешняя ренессансная крепость была выстроена местными феодалами, принявшими по названию горы имя Монтефельтро. В XV веке они носили титул герцогов Урбино и вообще играли замечательную роль в истории кватроченто.
После завоевания Романьи и Марке действовавшим в интересах папства Чезаре Борджиа замок Монтефельтро вместе с другими владениями этого семейства перешёл к папским родственникам Делла Ровере. После смерти последнего из Делла Ровере замок отошёл к Ватикану. Папы держали в неприступной цитадели самых опасных своих противников, включая графа Калиостро, который провёл здесь в одиночной камере последние 4 года своей богатой приключениями жизни.
Покровителем города почитается святой Лев из Монтефельтро, празднование 1 августа.

## Культура
Благодаря своим геоморфологическим особенностям, местность вокруг Сан Лео напоминает скалистый остров, где можно встретить прекрасные образцы исторической архитектуры гражданского, военного и религиозного назначения.

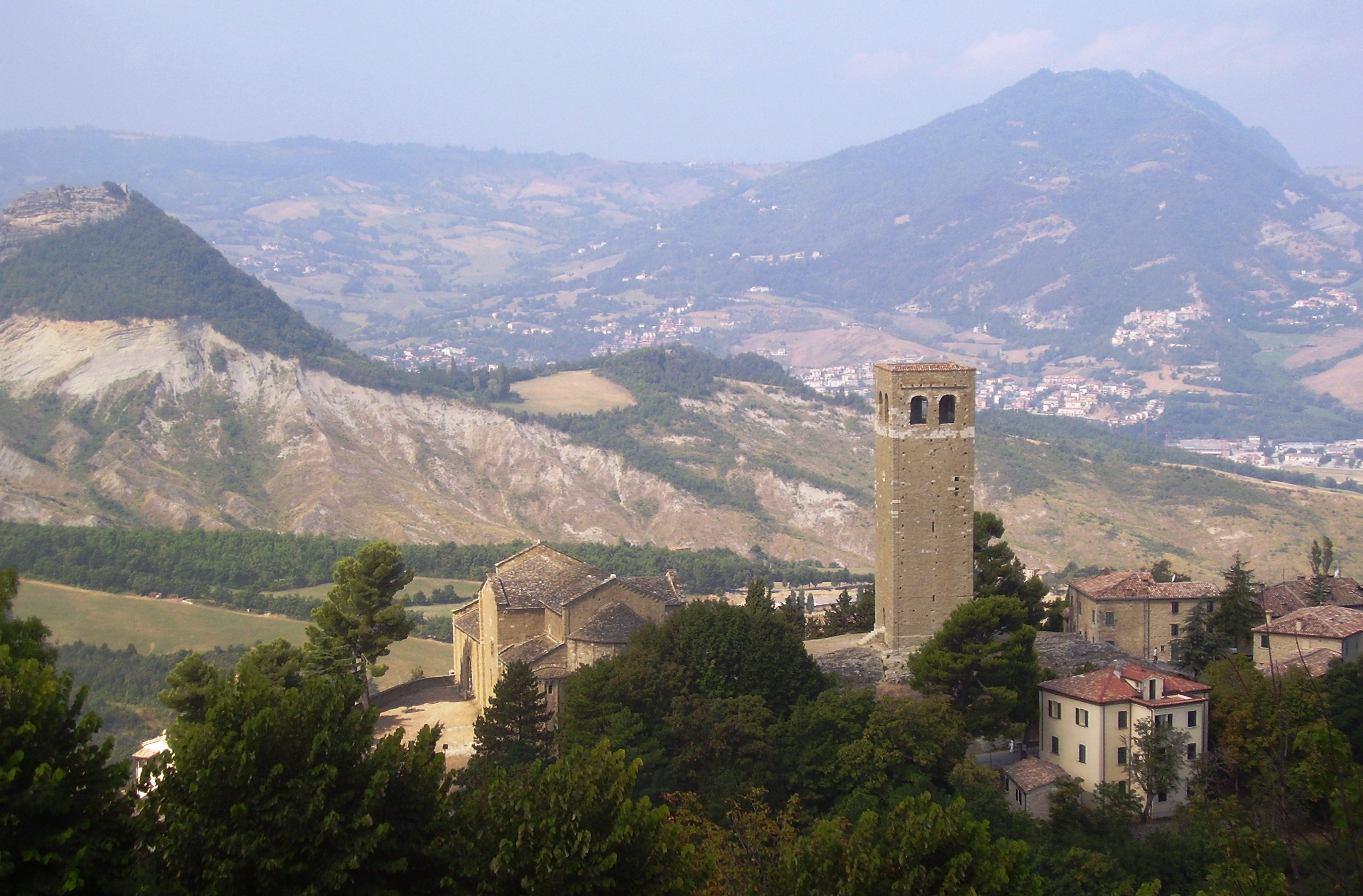
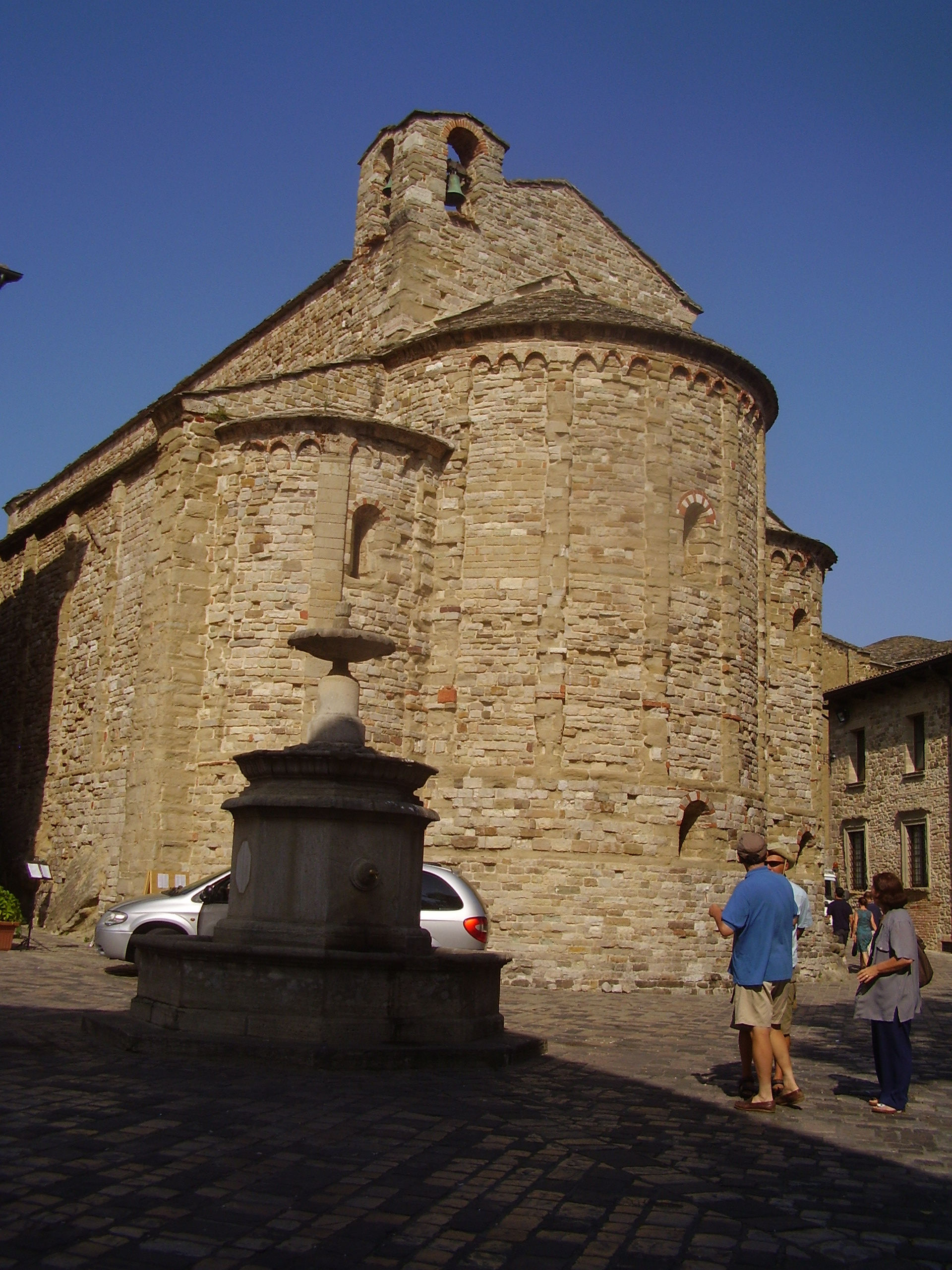
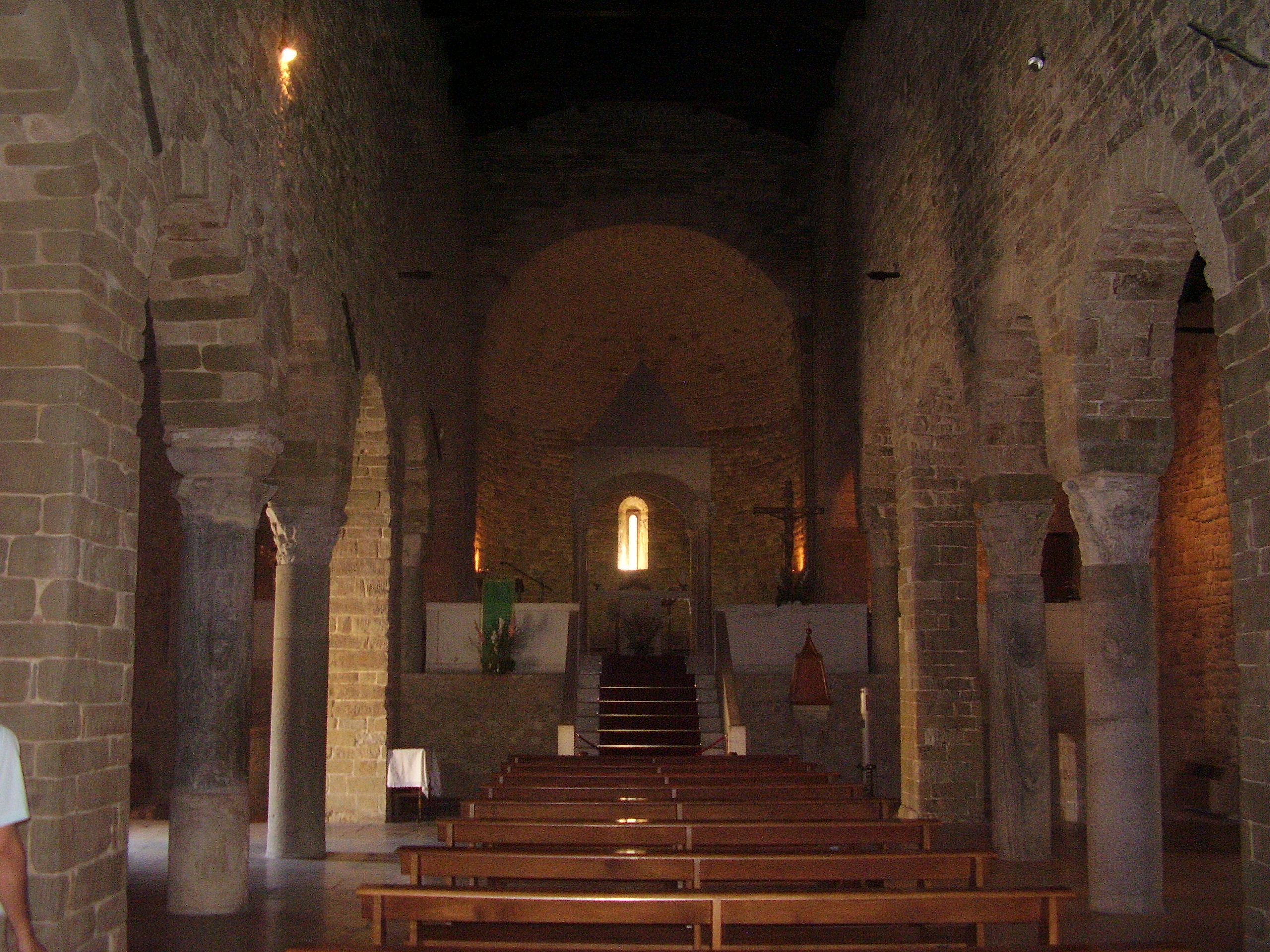

## Интересные факты
- До своей смерти 26 августа 1795 года в Сан Лео содержался в заключении знаменитый мистик и шарлатан Алессандро Калиостро

## Почётные граждане
- Почётным гражданином города является писатель Умберто Эко. Именно Сан Лео, в числе прочих итальянских памятников, послужил писателю вдохновением для описания монастырской библиотеки Хра́мина в знаменитом романе "Имя Розы"